# Aarup Kommune
Aarup Kommune i Fyns Amt blev dannet ved kommunalreformen i 1970. Ved strukturreformen i 2007 blev den indlemmet i Assens Kommune sammen med Glamsbjerg Kommune, Haarby Kommune, Tommerup Kommune og Vissenbjerg Kommune.

## Tidligere kommuner
3 sognekommuner blev inden reformen lagt sammen til Aarup Kommune:
| Kommune         | Folketal september 1965 | Byer       |
| --------------- | ----------------------- | ---------- |
| Kerte           | 945                     |            |
| Rørup           | 841                     | Grønnemose |
| Skydebjerg-Orte | 3.151                   | Aarup      |
| I alt           | 4.937                   |            |

## Sogne
Aarup Kommune bestod af følgende sogne, alle fra Båg Herred undtagen Rørup, der hørte til Vends Herred:
- Kerte Sogn
- Orte Sogn
- Rørup Sogn
- Skydebjerg Sogn, som Årup Sogn var udskilt fra

## Byer
| Kommunens største byer |            |                   |
| Nr                     | By         | Indbyggere (2025) |
| 1                      | Aarup      | 3.237             |
| 2                      | Grønnemose | 400               |

## Byvåben
Da hverken Aarup, Kerte eller Skydebjerg-Orte på det tidspunkt havde byvåben, blev Rørups byvåben det fælles byvåben for den nye Aarup Kommune.

## Borgmestre[3]
| Periode   | Navn                   | Parti             |
| --------- | ---------------------- | ----------------- |
| 1970-1974 | Laurits Blæsbjerg      | Venstre           |
| 1974-1988 | Egon Rasmussen         | Lokalliste        |
| 1988-1990 | Asger Møller           | Venstre           |
| 1990-2002 | Gunner Lund            | Socialdemokratiet |
| 2002-2006 | Lars Kristian Pedersen | Venstre           |

## Historie
Aarup bærer navn efter en lille bondeby bestående af 2-3 gårde og et par huse.
De er nu på nær et enkelt hus forsvundet.
Aarupgaard
Aarup kan føres tilbage til omkring år 1500, hvor den gamle Aarupgaard blev delt imellem arvingerne efter Peder Andersen.
De byggede hver især egne gårde på deres jordlodder, og derved opstod en lille samling af gårde, der var knyttet tættere sammen end andre gårde, som lå i nærheden af hinanden.
Hermed var grundlaget for en by skabt.
Aarup bliver stationsby
Vi skal dog helt frem til omkring 1860'erne, hvor jernbanen over Fyn bliver bygget, førend Aarup bliver til stationsby og bliver til mere end en lille samling af huse.
Allerede i 1859 blev der dog efter ordre fra kongen oprettet et apotek ved landevejen i Gribsvad.
Jernbanen trak som så mange andre steder i landet meget med sig, og Aarup voksede til at have omkring 1000 indbyggere ved århundredeskiftet.
I 1870 byggede apoteker Gindrup et hus i Aarup og flyttede apoteket fra Gribsvad til Aarup.
Aarup får en friskole Året efter i 1871 søgte beboerne i Aarup sognerådet om at få bevilget 100 kr. til en friskole imod at overtage de børn, som der ikke var plads til ved Skydebjerg skole.
Året efter blev skolen indviet og en lærer blev ansat. Senere blev undervisningen udvidet til også at omfatte unge over konfirmationsalderen. Vi skal dog frem til 1898, før der bliver oprettet et lærerembede mere. Det år byggede man en ny lærerbolig og i den forbindelse fik man plads til at have endnu en lærer.
Aarup i 1900-tallet
Fem år senere i 1905 fik man bygget et elektricitetsværk, og det blev muligt for såvel borger som handelsdrivende at få elektricitet.
I 1908 bliver Ungdomshjemmet (Aarup hallen) bygget, efter at sognerådet havde vedtaget, at der skulle være en gymnastiksal med værelser, hvor unge mennesker kunne opholde sig i fritiden.
Ungdomshjemmet blev senere udvidet med en husflidsskole og et bibliotek.
I 1911 bygger man både det første posthus og vandværket.